# Windcharger
Windcharger es un personaje ficticio del mundo de Transformers.

## Ficha técnica
| Rango            | 5                                                      |
| Afiliación       | Autobots                                               |
| Transformación   | Automóvil Cybertroniano 1983 Pontiac Firebird Trans Am |
| Lema             | ""La acción rápida es igual a una victoria rápida"."   |
| Estado           | desconocido                                            |
| Fuerza           | 5                                                      |
| Inteligencia     | 6                                                      |
| Velocidad        | 8                                                      |
| Resistencia      | 7                                                      |
| Potencia de tiro | 6                                                      |
| Destreza         | 4                                                      |
| Labor            | Soldado                                                |
| Grupo            | Mini-Vehículos                                         |

## Biografía
Windcharger fue uno de los originales Autobots de la tripulación del Arca,  cuando se estrelló en la Tierra hace 4 millones de años. A pesar de su papel como el Autobot más rápido en distancias cortas , así como uno de los pocos guerreros (Sideswipe, Sunstreaker y Cliffjumper entre otros), que se dio notar pocas apariciones notables en la serie.
En el episodio "A Prime Problem", Optimus Prime fue capturado y clonado por los Decepticons. Ambos Primes regresaron a la nave (el segundo Prime era controlado por Megatron), causando confusión entre las filas de los Autobots. Sólo después de que Windcharger y su aliado humano Spike Witwicky se coló en la base Decepticon para saber sobre la verdad del clon.
En el episodio "Prime Target", el Gran juego del cazador, el Señor Cholmondeley en donde capturó un Jet Soviético considerado como un Secreto Clasificado, además de un vehículo militar estadounidense, que lleva a cada lado para culpar al otro en lo que empezó en una rivalidad entre los EE. UU. y la Unión Soviética, creando una amenaza de guerra. Cholmondeley luego puso su mirada en el último trofeo, la cabeza de Optimus Prime. Con el fin de atraer a Optimus Prime Cholmondeley empezó a capturar a sus compañeros Autobots Tracks, Bumblebee, Jazz, Beachcomber, Grapple, Blaster e Inferno. Windcharger y Huffer fueron capaces de evitar ser atrapados. Cuando Cosmos se enteró de la ubicación de Cholmondeley viendo a sus compañeros Autobots capturados por este quien le acepta un desafío a Optimus Prime. Optimus Prime acepta el desafío de Cholmondeley a reunirse con él solo. Aunque interrumpido por los Decepticons Astrotrain y Blitzwing bajo las órdenes de Megatron que le pidió a estos que intenten aliarse con Cholmondeley pero este se negó y los capturó también, Optimus derrotó al cazador de caza mayor pero Cholmondeley en su presión de derrota libera a Blitzwing y Astrotrain ya que estos le pedían que lo liberen como excusa matar a Optimus Prime pero todo fue mentira porque los Triple Changers quería matarlo a Cholmondeley debido a sus torturas y tomarlos como prisioneros pero Optimus Prime liberó a sus compañeros Autobots en lo que no dejaron que los Decepticons lo matan a Cholmondeley, en lo que estos deciden tomar la retirada, el avión soviético fue devuelto por los Autobots, con Cholmondeley atado a la antena la nariz como un ornamento de la capilla, como castigo por sus acciones.
Su principal habilidad en el modo de robot, es que sus brazos actúan como los polos positivo y negativo de un imán. Puede emitir potentes campos magnéticos de más de 200 metros de distancia. Él puede levantar un bloque de 10 toneladas de acero en esa distancia, atrae objetos que se ven afectados por el magnetismo hacia él o repeler.
En el episodio "Masquerade", Windcharger fue uno del equipo de cinco Autobots que se hicieron pasar por los Stunticons. en Penetrar el campamento de los Decepticons, y espiar sus planes, los Autobots con el tiempo se metieron en graves problemas cuando los Stunticons reales llegaron, lo que demuestra su identidad al llegar como Menasor. Con una combinación de poderes magnéticos Windcharger y la capacidad de Mirage de crear ilusión, los Autobots pudieron aparecer como Menasor también, pero el engaño fue revelado antes debido a las habilidades de Menasor, a pesar de que aún fueron capaces de frustrar los planes de los Decepticons.
Windcharger fue uno de los Autobots más rápido de todos ellos a distancias cortas, el puede ir de 0-60 mph en el modo de auto al instante y que lo hace útil en determinadas situaciones que requieren decisiones rápidas. Su personalidad es similar: Windcharger decide lo que decide de inmediato. Su impaciencia a menudo disminuye su utilidad.
Sus debilidades son que cuando utiliza en exceso los campos magnéticos, gasta enormes cantidades de energía. Por lo tanto, se debe tener cuidado en el uso de ella. Pocas veces se ve a Windcharger de modo cuidadoso.
Windcharger aparentemente murió en el año 2005 en la batalla de ciudad Autobot junto con Wheeljack en Transformers: The Movie, que aparentemente muere después de Starscream y varios otros Decepticons fue atacado en el pecho, pero antes de su muerte se las arregló para dejar malherido a Skywarp un tiempo antes de salir.
El cuerpo Windcharger es arrastrado en cubierta por Arcee junto con Wheeljack, ya que ella se da de notar que está aterrada  (Ya que su cadáver sigue de color similar, sus cuerpos no cambian de color a la gris negro asociados con Transformers cuando mueren), durante la Batalla de la Ciudad Autobot. Sin embargo, a pesar de su muerte asumió, el nombre del Windcharger ya que está ausente de la lista de víctimas sepultadas en el Cementerio Autobot, y más tarde se ve corriendo en el fondo de Transformers Episodio # 91: "Call of the Primitives". Esto implica que Windcharger no murió, sino sólo gravemente herido y quedó inconsciente durante la batalla en la Ciudad Autobot y luego fue reparado por sus compañeros Autobots.